# Bonjour paresse
Pour les articles homonymes, voir Bonjour (homonymie).
Bonjour paresse : De l'art et de la nécessité d'en faire le moins possible en entreprise est un livre de Corinne Maier paru le 29 avril 2004. 

L'auteur y explique pourquoi et comment en faire le moins possible dans une grande structure (privée ou publique).

## Histoire d'un succès
Le titre du livre est une référence explicite à Bonjour tristesse, le premier roman de Françoise Sagan sorti en 1954, lui-même tiré d'un vers de Paul Éluard.

### Du best-seller au licenciement
À la suite de la publication du livre, l'auteure est convoquée par la direction d'EDF, l'entreprise où elle est employée à mi-temps. Alors que les ventes atteignent à peine les 4 000 exemplaires, cette convocation et les articles que cela engendre dans les magazines d'économie « dopent » les ventes qui dépassent alors les 250 000 exemplaires en France[réf. nécessaire] (et autant à l'étranger : le livre est un best-seller en Italie, en Espagne et en Allemagne)[réf. nécessaire].
Corinne Maier exerce aujourd'hui la profession de psychanalyste, après des études à l'Institut d'études politiques de Paris. Elle a finalement été licenciée par EDF. À noter que Le Grenelle de l'environnement, en 2007, a proposé une protection juridique des lanceurs d'alerte.[réf. nécessaire]

### Un phénomène de société
Le succès du livre, traduit en 25 langues, témoigne d'un phénomène de société, en traduisant le malaise d'une classe moyenne placée sous le culte de l'urgence et des discours du management. Une des clés de son impact réside dans l'imprégnation d'une partie des cadres par ces thèmes, auxquels cet ouvrage apporte une distance critique et une remise en question profonde.
Ce livre est jugé comme très moderne, parce qu'il décrypte et ridiculise un discours qui marque profondément la société, au-delà de l'entreprise. C'est une réfutation par l'ironie individualiste de tous les thèmes de la mobilité, de la culture d'entreprise, de l'engagement dans le travail comme un épanouissement. On peut aussi le voir comme le miroir d'un groupe social dont le statut est remis en cause lorsqu'il est également touché par les licenciements et le déclassement possible, et le comparer à d'autres œuvres, qui dans le passé, ont dénoncé une idéologie dominante mais peu perçue par la société.

### Citations
« La culture d'entreprise n'est en fait rien d'autre que la cristallisation de la bêtise d'un groupe de gens à un moment donné. »
« Si vous n'avez rien à gagner en travaillant, vous n'avez pas grand-chose à perdre en ne fichant rien. Choisissez les postes les plus inutiles : conseil, expertise, recherche, études. Et ne sortez jamais dans le couloir sans un dossier sous le bras. »
« Dieu sait pourquoi l'opinion et les médias s'intéressent toujours en priorité à ceux qui crachent dans la soupe. Fort de cette logique, Bonjour paresse, qui crache dans la soupe de l'entreprise, m'apportera-t-il le succès ? Allez savoir... »

### Dans le même registre
- Absolument dé-bor-dée de Zoé Shepard[2] (Aurélie Boullet) chez Albin Michel